# A Ments meg! epizódjainak listája
A Ments meg! (Rescue Me) egy amerikai televíziós sorozat, amely a 62-es New York-i tűzoltócsoport életét mutatja be 2001. szeptember 11. után. A premier 2004. július 21-én volt az FX csatornán. Magyarországon 2007. március 8. óta van adásban, az RTL Klub sugározta. A harmadik évadtól az AXN is műsorára tűzte, egészen az utolsó vagyis a hetedik évadig.

## Évados áttekintés
| Évad | Évad | Epizódok | Eredeti sugárzás | Eredeti sugárzás     | Eredeti adó | Magyar sugárzás      | Magyar sugárzás     | Magyar adó |
| Évad | Évad | Epizódok | Évadpremier      | Évadfinálé           | Eredeti adó | Évadpremier          | Évadfinálé          | Magyar adó |
| ---- | ---- | -------- | ---------------- | -------------------- | ----------- | -------------------- | ------------------- | ---------- |
|      | 1    | 13       | 2004. július 21. | 2004. október 13.    | FX          | 2007. március 8.     | 2007. június 7.     | RTL Klub   |
|      | 2    | 13       | 2005. június 21. | 2005. szeptember 13. | FX          | 2007. június 14.     | 2007. szeptember 6. | RTL Klub   |
|      | 3    | 13       | 2006. május 30.  | 2006. augusztus 29.  | FX          | 2009. január 15.     | 2009. április 16.   | AXN        |
|      | 4    | 13       | 2007. június 13. | 2007. szeptember 12. | FX          | 2009. május 10.      | 2009. augusztus 9.  | AXN        |
|      | 5    | 22       | 2009. április 7. | 2009. szeptember 1.  | FX          | 2009. szeptember 17. | 2010. február 11.   | AXN        |
|      | 6    | 10       | 2010. június 29. | 2010. augusztus 31.  | FX          | 2010. október 2.     | 2010. december 11.  | AXN        |
|      | 7    | 9        | 2011. július 13. | 2011. szeptember 7.  | FX          | 2011. július 14.     | 2011. szeptember 8. | AXN        |

## Epizódok

### Első évad (2004)
| Sor. | Év. | Cím                             | Rendező          | Író                                                         | Premier                               |
| ---- | --- | ------------------------------- | ---------------- | ----------------------------------------------------------- | ------------------------------------- |
| 1.   | 1.  | A bátrak igazsága (Guts)        | Peter Tolan      | Denis Leary és Peter Tolan                                  | 2004. július 21. 2007. március 8.     |
| 2.   | 2.  | Meleg ügy (Gay)                 | John Fortenberry | Peter Tolan és Denis Leary                                  | 2004. július 28. 2007. március 22.    |
| 3.   | 3.  | A költözés (Kansas)             | John Fortenberry | Denis Leary és Peter Tolan                                  | 2004. augusztus 4. 2007. március 29.  |
| 4.   | 4.  | Apa csak egy van (DNA)          | Jace Alexander   | Történet: John Scurti Tévéjáték: Peter Tolan és Denis Leary | 2004. augusztus 11. 2007. április 5.  |
| 5.   | 5.  | Apa lettem (Orphans)            | Jace Alexander   | Salvatore Stabile                                           | 2004. augusztus 18. 2007. április 12. |
| 6.   | 6.  | Bosszú (Revenge)                | Adam Bernstein   | Michael Caleo                                               | 2004. augusztus 25. 2007. április 19. |
| 7.   | 7.  | Egymásba gabalyodva (Butterfly) | Adam Bernstein   | Robert Krausz                                               | 2004. szeptember 1. 2007. április 26. |
| 8.   | 8.  | A méret a lényeg (Inches)       | John Fortenberry | Stephen Belber                                              | 2004. szeptember 8. 2007. május 3.    |
| 9.   | 9.  | Riadó (Alarm)                   | John Fortenberry | Salvatore Stabile                                           | 2004. szeptember 15. 2007. május 10.  |
| 10.  | 10. | Halhatatlanok (Immortal)        | Jace Alexander   | Peter Tolan és Denis Leary                                  | 2004. szeptember 22. 2007. május 17.  |
| 11.  | 11. | Anya csak egy van (Mom)         | Jace Alexander   | Denis Leary és Peter Tolan                                  | 2004. szeptember 29. 2007. május 24.  |
| 12.  | 12. | Kalamajka (Leaving)             | Peter Tolan      | Peter Tolan és Denis Leary                                  | 2004. október 6. 2007. május 31.      |
| 13.  | 13. | Menedék (Sanctuary)             | Peter Tolan      | Peter Tolan és Denis Leary                                  | 2004. október 13. 2007. június 7.     |

### Második évad (2005)
| Sor. | Év. | Cím                                | Rendező          | Író                                     | Premier                                  |
| ---- | --- | ---------------------------------- | ---------------- | --------------------------------------- | ---------------------------------------- |
| 14.  | 1.  | Hangposta (Voicemail)              | Jace Alexander   | Denis Leary és Peter Tolan              | 2005. június 21. 2007. június 14.        |
| 15.  | 2.  | Harmónia (Harmony)                 | Jace Alexander   | Peter Tolan és Denis Leary              | 2005. június 28. 2007. június 21.        |
| 16.  | 3.  | Pasik és nők (Balls)               | John Fortenberry | Denis Leary és Peter Tolan              | 2005. július 5. 2007. június 28.         |
| 17.  | 4.  | A szuka (Twat)                     | John Fortenberry | Peter Tolan és Denis Leary              | 2005. július 12. 2007. július 5.         |
| 18.  | 5.  | Tapintat és feszültség (Sensivity) | Peter Tolan      | Denis Leary és Peter Tolan              | 2005. július 19. 2007. július 12.        |
| 19.  | 6.  | A kis család (Reunion)             | Peter Tolan      | Peter Tolan és Denis Leary              | 2005. július 26. 2007. július 19.        |
| 20.  | 7.  | Szégyen (Shame)                    | Jace Alexander   | Evan Reilly                             | 2005. augusztus 2. 2007. július 26.      |
| 21.  | 8.  | Bulira fel! (Believe)              | Jace Alexander   | Evan Reilly                             | 2005. augusztus 9. 2007. augusztus 2.    |
| 22.  | 9.  | Újjászületés (Rebirth)             | Jeffrey Levy     | Denis Leary és Peter Tolan              | 2005. augusztus 16. 2007. augusztus 9.   |
| 23.  | 10. | Tragikus fordulat (Brains)         | Jeffrey Levy     | Mike Martineau                          | 2005. augusztus 23. 2007. augusztus 16.  |
| 24.  | 11. | Túl sok a jóból (Bitch)            | John Fortenberry | John Scurti                             | 2005. augusztus 30. 2007. augusztus 23.  |
| 25.  | 12. | Házassági fogadalom (Happy)        | John Fortenberry | Denis Leary, Peter Tolan és Evan Reilly | 2005. szeptember 6. 2007. augusztus 30.  |
| 26.  | 13. | Összeomlás (Justice)               | Peter Tolan      | Peter Tolan és Denis Leary              | 2005. szeptember 13. 2007. szeptember 6. |

### Harmadik évad (2006)
| Sor. | Év. | Cím                                 | Rendező          | Író                        | Premier                               |
| ---- | --- | ----------------------------------- | ---------------- | -------------------------- | ------------------------------------- |
| 27.  | 1.  | A pokol tornácán (Devil)            | Peter Tolan      | Denis Leary és Peter Tolan | 2006. május 30. 2009. január 15.      |
| 28.  | 2.  | A felfedezés (Discovery)            | Peter Tolan      | Peter Tolan és Denis Leary | 2006. június 6. 2009. január 22.      |
| 29.  | 3.  | Kínok között (Torture)              | Jace Alexander   | Evan Reilly                | 2006. június 13. 2009. január 29.     |
| 30.  | 4.  | Mérgezett ügyek (Sparks)            | Jace Alexander   | Denis Leary és Peter Tolan | 2006. június 20. 2009. február 5.     |
| 31.  | 5.  | Fertőzés (Chlamydia)                | John Fortenberry | Evan Reilly                | 2006. június 27. 2009. február 12.    |
| 32.  | 6.  | A zombik (Zombies)                  | John Fortenberry | Peter Tolan és Denis Leary | 2006. július 11. 2009. február 19.    |
| 33.  | 7.  | Törékeny kapcsolatok (Satisfaction) | Ken Girotti      | Denis Leary és Peter Tolan | 2006. július 18. 2009. február 26.    |
| 34.  | 8.  | Karate (Karate)                     | Ken Girotti      | Evan Reilly                | 2006. július 25. 2009. március 5.     |
| 35.  | 9.  | Új élet (Pieces)                    | Jace Alexander   | Peter Tolan és Denis Leary | 2006. augusztus 1. 2009. március 12.  |
| 36.  | 10. | Szertefoszlott álmok (Retards)      | Jace Alexander   | Evan Reilly                | 2006. augusztus 8. 2009. március 19.  |
| 37.  | 11. | Egy veszélyes nő (Twilight)         | John Fortenberry | John Scurti                | 2006. augusztus 15. 2009. április 2.  |
| 38.  | 12. | Pokol (Hell)                        | Peter Tolan      | Denis Leary és Peter Tolan | 2006. augusztus 22. 2009. április 9.  |
| 39.  | 13. | Partra vetve (Beached)              | Peter Tolan      | Peter Tolan és Denis Leary | 2006. augusztus 29. 2009. április 16. |

### Negyedik évad (2007)
| Sor. | Év. | Cím                         | Rendező          | Író                                     | Premier                                 |
| ---- | --- | --------------------------- | ---------------- | --------------------------------------- | --------------------------------------- |
| 40.  | 1.  | Újrakezdés (Babyface)       | Peter Tolan      | Denis Leary és Peter Tolan              | 2007. június 13. 2009. május 10.        |
| 41.  | 2.  | Vallomás (Tuesday)          | Jace Alexander   | Peter Tolan és Denis Leary              | 2007. június 20. 2009. május 17.        |
| 42.  | 3.  | Az út vége (Commitment)     | Jace Alexander   | Evan Reilly                             | 2007. június 27. 2009. május 24.        |
| 43.  | 4.  | Férfias játékok (Pussified) | Jace Alexander   | Denis Leary és Peter Tolan              | 2007. július 11. 2009. május 31.        |
| 44.  | 5.  | Érzelmi viharok (Black)     | Jace Alexander   | Mike Martineau                          | 2007. július 18. 2009. június 14.       |
| 45.  | 6.  | Kötéltánc (Balance)         | Don Scardino     | Evan Reilly                             | 2007. július 25. 2009. június 21.       |
| 46.  | 7.  | Hetedik (Seven)             | Don Scardino     | Peter Tolan és Denis Leary              | 2007. augusztus 1. 2009. június 28.     |
| 47.  | 8.  | A bosszú (Solo)             | Ken Girotti      | Denis Leary, Peter Tolan és Evan Reilly | 2007. augusztus 8. 2009. július 5.      |
| 48.  | 9.  | Családterápia (Animal)      | Ken Girotti      | Evan Reilly                             | 2007. augusztus 15. 2009. július 12.    |
| 49.  | 10. | Problémás család (High)     | John Fortenberry | Peter Tolan és Denis Leary              | 2007. augusztus 22. 2009. július 19.    |
| 50.  | 11. | A kör bezárul (Cycle)       | John Fortenberry | John Scurti                             | 2007. augusztus 29. 2009. július 26.    |
| 51.  | 12. | Kísértetek (Keefe)          | Jace Alexander   | Denis Leary, Peter Tolan és Evan Reilly | 2007. szeptember 5. 2009. augusztus 2.  |
| 52.  | 13. | Búcsú (Yaz)                 | Jace Alexander   | Peter Tolan, Denis Leary és Evan Reilly | 2007. szeptember 12. 2009. augusztus 9. |

### Ötödik évad (2009)
| Sor. | Év. | Cím                            | Rendező            | Író                                                                         | Premier                                |
| ---- | --- | ------------------------------ | ------------------ | --------------------------------------------------------------------------- | -------------------------------------- |
| 53.  | 1.  | Új kapcsolatok (Baptism)       | Peter Tolan        | Evan Reilly                                                                 | 2009. április 7. 2009. szeptember 17.  |
| 54.  | 2.  | A francia hölgy (French)       | Peter Tolan        | Denis Leary és Peter Tolan                                                  | 2009. április 14. 2009. szeptember 24. |
| 55.  | 3.  | Keserű emlékek (Wine)          | John Fortenberry   | Peter Tolan és Denis Leary                                                  | 2009. április 21. 2009. október 1.     |
| 56.  | 4.  | A túlvilág (Jimmy)             | John Fortenberry   | Evan Reilly                                                                 | 2009. április 28. 2009. október 8.     |
| 57.  | 5.  | Az özvegy (Sheila)             | Constantine Makris | Denis Leary és Evan Reilly                                                  | 2009. május 5. 2009. október 15.       |
| 58.  | 6.  | Nézőpont kérdése (Perspective) | Constantine Makris | Peter Tolan és Denis Leary                                                  | 2009. május 12. 2009. október 22.      |
| 59.  | 7.  | Színjáték (Play)               | Peter Tolan        | Denis Leary és Peter Tolan                                                  | 2009. május 19. 2009. október 29.      |
| 60.  | 8.  | Kísértetek a múltból (Iceman)  | Peter Tolan        | Denis Leary és Evan Reilly                                                  | 2009. május 26. 2009. november 5.      |
| 61.  | 9.  | Egymásra utalva (Thaw)         | Peter Markle       | Denis Leary és Evan Reilly                                                  | 2009. június 2. 2009. november 12.     |
| 62.  | 10. | Kontroll nélkül (Control)      | Rosemary Rodriguez | Történet: Denis Leary, Peter Tolan és Evan Reilly Tévéjáték: Mike Martineau | 2009. június 9. 2009. november 19.     |
| 63.  | 11. | A döntés (Mickey)              | Peter Tolan        | Történet: Danielle Giovanniello Tévéjáték: Peter Tolan és Denis Leary       | 2009. június 16. 2009. november 26.    |
| 64.  | 12. | A műtét (Disease)              | John Fortenberry   | Evan Reilly                                                                 | 2009. június 23. 2009. december 3.     |
| 65.  | 13. | A múlt gyermekei (Torch)       | John Fortenberry   | Peter Tolan és Denis Leary                                                  | 2009. június 30. 2009. december 10.    |
| 66.  | 14. | Vérbeli tűzoltók (Wheels)      | Rosemary Rodriguez | Evan Reilly                                                                 | 2009. július 7. 2009. december 17.     |
| 67.  | 15. | Beavatás (Initiation)          | Rosemary Rodriguez | Denis Leary és Peter Tolan                                                  | 2009. július 14. 2009. december 31.    |
| 68.  | 16. | Tisztán (Clean)                | Constantine Makris | Denis Leary és Evan Reilly                                                  | 2009. július 21. 2010. január 7.       |
| 69.  | 17. | Női fölény (Lesbos)            | Ken Girotti        | Peter Tolan és Denis Leary                                                  | 2009. július 28. 2010. január 14.      |
| 70.  | 18. | Katonás feltételek (Carrot)    | Ken Girotti        | Denis Leary és Evan Reilly                                                  | 2009. augusztus 4. 2010. január 21.    |
| 71.  | 19. | Esküvő (David)                 | John Fortenberry   | Denis Leary és Evan Reilly                                                  | 2009. augusztus 11. 2010. január 28.   |
| 72.  | 20. | Két tűz között (Zippo)         | John Fortenberry   | Denis Leary és Evan Reilly                                                  | 2009. augusztus 18. 2010. február 4.   |
| 73.  | 21. | Csapások (Jump)                | Peter Tolan        | Peter Tolan, Denis Leary és Evan Reilly                                     | 2009. augusztus 25. 2010. február 11.  |
| 74.  | 22. | Gyilkos alkohol (Drink)        | Peter Tolan        | Denis Leary és Peter Tolan                                                  | 2009. szeptember 1. 2010. február 11.  |

### Hatodik évad (2010)
| Sor. | Év. | Cím                     | Rendező            | Író                        | Premier                                | Nézettség   |
| ---- | --- | ----------------------- | ------------------ | -------------------------- | -------------------------------------- | ----------- |
| 75.  | 1.  | Az örökség (Legacy)     | Peter Tolan        | Denis Leary és Peter Tolan | 2010. június 29. 2010. október 2.      | 1,90 millió |
| 76.  | 2.  | Változások (Change)     | Peter Tolan        | Denis Leary és Evan Reilly | 2010. július 6. 2010. október 9.       | n.a         |
| 77.  | 3.  | Visszatérés (Comeback)  | Constantine Makris | Evan Reilly                | 2010. július 13. 2010. október 16.     | 1,27 millió |
| 78.  | 4.  | A szöktetés (Breakout)  | Peter Tolan        | Peter Tolan és Denis Leary | 2010. július 20. 2010. október 30.     | 1,06 millió |
| 79.  | 5.  | Filmszakadás (Blackout) | Peter Tolan        | Peter Tolan és Denis Leary | 2010. július 27. 2010. november 6.     | 1,26 millió |
| 80.  | 6.  | Megtérés (Sanctuary)    | Valerie Harrington | Denis Leary és Evan Reilly | 2010. augusztus 3. 2010. november 13.  | 1,16 millió |
| 81.  | 7.  | Megbocsátás (Forgiven)  | John Fortenberry   | Denis Leary és Evan Reilly | 2010. augusztus 10. 2010. november 20. | 1,41 millió |
| 82.  | 8.  | Az életmentő (Cowboy)   | John Fortenberry   | Peter Tolan és Denis Leary | 2010. augusztus 17. 2010. november 27. | 1,19 millió |
| 83.  | 9.  | A baleset (Goodbye)     | John Fortenberry   | Denis Leary és Evan Reilly | 2010. augusztus 24. 2010. december 4.  | 1,18 millió |
| 84.  | 10. | Túlhajszoltság (A.D.D.) | Peter Tolan        | Denis Leary és Peter Tolan | 2010. augusztus 31. 2010. december 11. | 1,60 millió |

### Hetedik évad (2011)
| Sor. | Év. | Cím                            | Rendező          | Író                                      | Premier                                 | Nézettség   |
| ---- | --- | ------------------------------ | ---------------- | ---------------------------------------- | --------------------------------------- | ----------- |
| 85.  | 1.  | Nagy barátnők (Mutha)          | Peter Tolan      | Denis Leary és Evan Reilly               | 2011. július 13. 2011. július 14.       | 1,64 millió |
| 86.  | 2.  | Ismerős a múltból (Menses)     | John Fortenberry | Peter Tolan, Denis Leary és Evan Reilly  | 2011. július 20. 2011. július 21.       | 1,36 millió |
| 87.  | 3.  | Fájó emlékek (Press)           | John Fortenberry | Denis Leary, Evan Reilly és Zach Robbins | 2011. július 27. 2011. július 28.       | 1,55 millió |
| 88.  | 4.  | Indulatok viharában (Brownies) | Ken Girotti      | Denis Leary, Evan Reilly és Zach Robbins | 2011. augusztus 3. 2011. augusztus 4.   | 1,24 millió |
| 89.  | 5.  | Botrányos interjú (Head)       | Ken Girotti      | Denis Leary és Evan Reilly               | 2011. augusztus 10. 2011. augusztus 11. | 1,17 millió |
| 90.  | 6.  | A múlt fogságában (344)        | Ken Girotti      | Denis Leary és Evan Reilly               | 2011. augusztus 17. 2011. augusztus 18. | 1,39 millió |
| 91.  | 7.  | Búcsúlevél (Jeter)             | Ken Girotti      | Denis Leary és Evan Reilly               | 2011. augusztus 24. 2011. augusztus 25. | 1,11 millió |
| 92.  | 8.  | Fogadalmak (Vows)              | Evan Reilly      | Peter Tolan, Denis Leary és Evan Reilly  | 2011. augusztus 31. 2011. szeptember 1. | 1,32 millió |
| 93.  | 9.  | Por és hamu (Ashes)            | Peter Tolan      | Denis Leary és Peter Tolan               | 2011. szeptember 7. 2011. szeptember 8. | 2,33 millió |